# 錫爾伯湖 (策勒縣)
52°39′39″N 10°6′37″E / 52.66083°N 10.11028°E

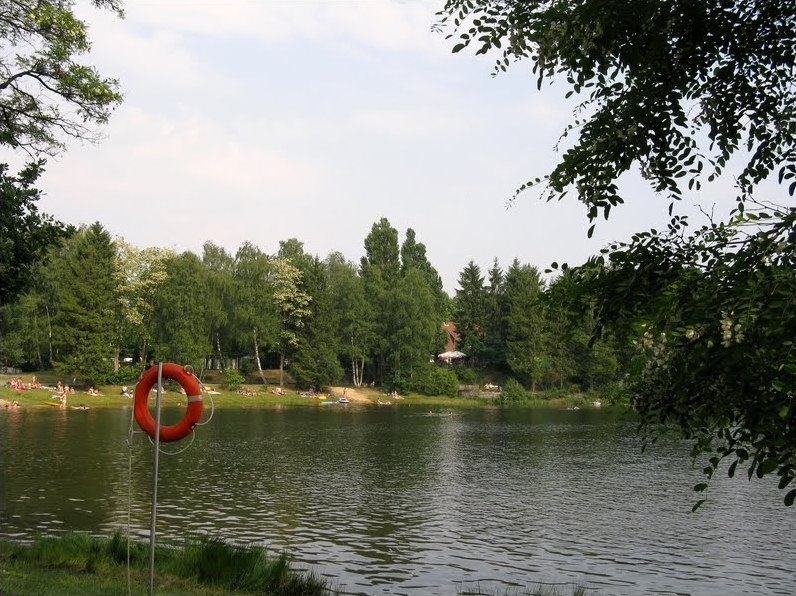

錫爾伯湖（德語：Silbersee），是德國的湖泊，位於該國西北部，由下薩克森州負責管轄，處於策勒縣，長0.2公里、寬0.1公里，面積0.03平方公里，海拔高度51米，最大水深10米。